# 1960 في كندا
فيما يلي قوائم الأحداث التي وقعت خلال عام 1960 في كندا.

## ظهور
- 1 يناير – موسيقى تجريبية

## مواليد

### يناير
- 1 يناير – ريبيكا إلسون عالمة فلكة كندية.
- 12 يناير – أوليفر بلات[1]

### مارس
- 20 مارس – ليو روتينز

### يونيو
- 30 يونيو – ديفيد فروم

### يوليو
- 24 يوليو – جيرارد كينيدي سياسي كندي.[2]

### أكتوبر
- 30 أكتوبر – بول ميلر ممثل كندي.

### ديسمبر
- 24 ديسمبر – غلين مكوين رسّام رسوم متحركة كندي.

## وفيات

### فبراير
- 22 فبراير – صموئيل ألفريد ميتشل (مواليد 1874) عالم فلك أمريكي.[3]

### يونيو
- 29 يونيو – فرانك باتريك (مواليد 1885) لاعب هوكي جليد كندي.

### أغسطس
- 22 أغسطس – أوزوالد ويست (مواليد 1873) سياسي أمريكي.[4]

### نوفمبر
- 5 نوفمبر – ماك سينيت (مواليد 1880)[5]